# آنقوزه (سرده)
آنقوزه، کما، باریجه که با (نام علمی: Ferula) یا مترادف (نام علمی: Schumannia) نیز شناخته می‌شود، یک سرده از تیره چتریان است. گیاهی است که بین ماه‌های مه تا ژوئیه دوره زندگی خود را سپری می‌کند. این گیاه دارای دو گل نر و ماده‌است که توسط حشرات گرده افشانی می‌شود. این گیاه از نوع خودبارور است.
واریته‌ها و رده‌های متفاوت و متنوعی از این گیاه با ظاهر، عطر و بو و اسانس و رنگ‌های گوناگون در نقاط مختلف ایران یافت می‌شود.
این گیاه عمدتاً در ارتفاع ۱۲۰۰ تا ۱۷۰۰ متری می‌روید و در کشور ایران در استان‌های خراسان جنوبی و رضوی و همچنین در بلندی‌های بالای ۲۵۰۰ متر در استان کهگیلویه و بویراحمد و کوه هوا (علامرودشت فارس)، دامغان، بلوچستان، شاهرود، میامی، سبزوار، کوهسرخ ، دیباج (دامغان)، کرمان، فردوس، سقز (کردستان)، لرستان، ساوجبلاغ، همدان، آذربایجان غربی، نائین و آباده می‌روید؛ این گیاه همچنین جز گیاهان بومی شهرستان نیشابور می‌باشد.

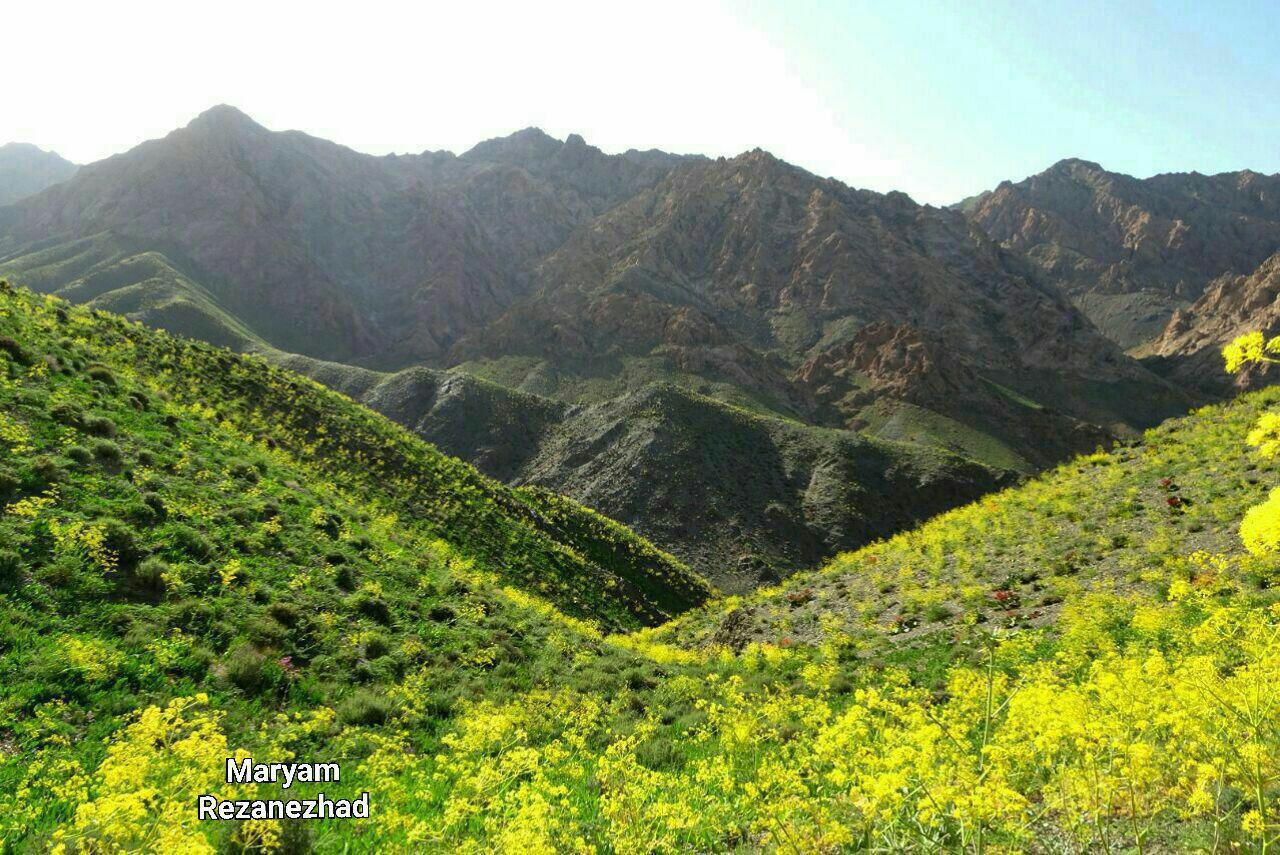
کوما گیاه و علوفه کویری